# George Grigore

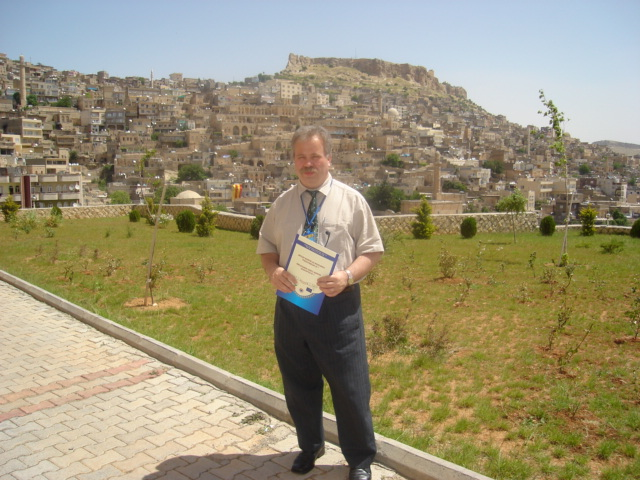
George Grigore

George Grigore (Grindu, Roemenië, 2 februari 1958) is een Roemeens auteur, essayist, vertaler, professor en onderzoeker inzake het Midden-Oosten. Hij vertaalde verscheidene Arabische werken (waaronder de Koran) naar het Roemeens.

## Biografie
Grigore is geboren in het zuidoostelijk gelegen dorp Grindu (Roemenië) op 2 februari 1958. In 1983 studeerde hij af aan de faculteit voor Vreemde talen en Literatuur aan de Universiteit van Boekarest. In 1997 kreeg hij een Doctor of Philosophy aan diezelfde universiteit voor zijn proefschrift met de titel Problemen betreffende de vertaling van de Koran in het Roemeens.
In 2000 lanceerde hij als redacteur-vertaler bij uitgeverij Kriterion Publishing House de Bibliotheca Islamica, waarmee hij talloze van zijn voor de islamitische cultuur fundamenteel zijnde vertalingen
en werken van andere vertalers heeft gepubliceerd. Zijn vertaling van de Koran was zeer opmerkelijk en werd gepubliceerd in verscheidene uitgaven waaronder een tweetalige uitgave die in 2003 in Istanboel uitkwam. Hij publiceerde studies naar de Koran, de islam en Arabische dialecten waarbij de nadruk lag op de dialecten van Bagdad en Mardin.
Sinds 2001 is Grigore redacteur van Romano-Arabica, een academische tijdschrift dat wordt uitgegeven door het centrum voor Arabische Studies aan de universiteit van Boekarest.
Grigore heeft ook Roemeense werken vertaald naar het Arabisch, waaronder Al-Mağrā van de Roemeense toneelschrijver Marin Sorescu en Taghyān al-Hulm van de Roemeense dichter Carolina Ilica. Voor zijn in het Arabisch vertaalde bloemlezing van de Roemeense poëzie ontving hij een prijs van de Iraakse schrijversbond.
Naast les geven aan de Universiteit van Boekarest heeft Grigore diverse praktische boeken geschreven zoals woordenboeken, een conversatiehandleiding en een handboek voor orthografie en kalligrafie.

## Lijst van gepubliceerde werken en vertalingen (selectie)
- 1994 - Povești irakiene (Iraakse verhalen), Coresi
- 1994 - Slujitorii Diavolului; Cartea Neagră, Cartea Dezvăluirii (Worshipers van de Duidel, Het zwarte Boek, Het Boek van Revelatie), Călin
- 1997 - Poporul Kurd - File de istorie (Het Koerdische volk - Pagina's van Geschiedenis), Interprint
- 1997 - Problematica traducerii Coranului în limba română (Problemen betreffende de Vertaling van de Koran in het Roemeens), Ararat
- 1998 - Dicționar arab-român (Arabisch-Roemeens woordenboek), Teora
- 2000/2002/2005 - Coranul (Koran), Kriterion
- 2001 - Firida Luminilor (oorspronkelijke auteur: Al-Ghazali, Het gebied van Lichten), Kriterion
- 2001 - Cuvânt Hotărâtor (oorspronkelijke auteurs: Ibn Rushd, Averroes - Het beslissende Woord), Kriterion
- 2003 - Geneza Cercurilor (oorspronkelijk auteur: Ibn 'Arabi, Het Ontstaan van Cirkels), Kriterion
- 2003 - Coranul (Koran - tweetalige uitgave, Roemeens-Arabisch), Istanboel

- Bibliothèque nationale de France: cb15506997v (data)
- International Standard Name Identifier: 0000 0000 7102 0720
- Library of Congress Control Number: n85358161
- Nationale Bibliotheek van Israël: 987007507601005171
- Nederlandse Thesaurus van Auteursnamen: 226004589
- Système universitaire de documentation: 083607560
- Virtual International Authority File: 30998211
- WorldCat: E39PBJrRbQr3jpX34WJTT9HBfq